# Gul feflugsnappare
Gul feflugsnappare (Culicicapa helianthea) är en fågel i familjen feflugsnappare inom ordningen tättingar.

## Utseende och läte
Gul feflugsnappare är en liten (11,5 cm) olivgul flugsnapparliknande fågel. Karakteristiskt är ett tydligt mörkt öga med ljus ögonring som sticker ut i ett i övrigt otecknat ansikte, olivgrön ovansida och helgul undersida. Den skiljs från systerarten gråhuvad feflugsnappare genom gult på hakan och avsaknad av grått på huvud och bröst. Sången som är enkel och ljus stiger först och faller sedan. Även ett kort drillande "ti-tip" hörs.

## Utbredning och systematik
Gul feflugsnappare återfinns i Filippinerna och på Sulawesi med kringliggande öar. Arten delas in i fem underarter:
- Culicicapa helianthea septentrionalis – förekommer på nordvästra Luzon i norra Filippinerna
- Culicicapa helianthea zimmeri – förekommer på Luzon och Catanduanes i Filippinerna
- Culicicapa helianthea panayensis – förekommer på öarna Panay, Negros, Cebu, Leyte, Mindanao, Biliran och Palawan
- Culicicapa helianthea mayri – förekommer på öarna Bongao och Tawitawi i Suluhavet
- Culicicapa helianthea helianthea – förekommer i Sulawesi, Salayar, Banggaiöarna och Sulaöarna

### Familjetillhörighet
Fågeln fördes tidigare till familjen monarker, men DNA-studier visar att den tillhör en liten grupp tättingar som troligen är avlägset släkt med bland annat mesar. Dessa har nyligen urskiljts till den egna familjen Stenostiridae.

## Levnadssätt
Fågeln ses enstaka eller i par sittande upprätt i undervegetation i skog och plantage i både låglänta områden och bergstrakter. Den följer ofta med artblandade kringvandrande flockar. Födan är dåligt känd, men tros bestå av små ryggradslösa djur, framför allt flugor. Fåglar i häckningstillstånd har noterats i april och maj, medan ungar har hittats i juni och juli.

## Status och hot
Arten har ett stort utbredningsområde men tros minska i antal, dock inte tillräckligt kraftigt för att den ska betraktas som hotad. Internationella naturvårdsunionen IUCN kategoriserar därför arten som livskraftig (LC).